# 小马王
《小馬王》（英語：Spirit: Stallion of the Cimarron）是梦工厂于2002年发行的一部动画电影。
本片不同于其它同类动画片，片中的动物们不再开口说话。卡森伯格说，如果我们让动物说话，那么无论你再作任何努力，这都将使本片更像是一部滑稽的喜剧，这与他所竭力想表现的主题是冲突的。所以，梦工厂接受了挑战，一个没有语言的主人公，将通过它的神情、简单的旁白和适时的音乐来展现它的内心世界。

## 情节
19世纪的美国西部，一个原始、野蛮但同时也充满了自由空气的国度。一匹充满野性的不驯小马史比瑞特在這里的草原誕生。片名史比瑞特（Spirit），象征着向往自由、不肯屈服的灵魂。史比瑞特是天生的领导者，是群落里的希望与未来之星，他的个性坚强、不服输、富有智慧且英勇无比，他面对人类对他的驯服不愿妥协。所以它的成长道路上，也将与所有为成功而奋斗的生命一样，面对无尽的磨难，但他在過程中也體會了生命的美好，并認識了另一匹母馬小雨還有她的主人小溪。尽管需要时刻提防着在邪恶的角落里准备征服和占有西部地區的骑士团上校（詹姆斯·克伦威尔配音），但在它的印第安人朋友克里克（丹尼尔·斯塔蒂配音）的幫助之下，它戰勝了所有困難，最後跟小雨一起，共築自己的家園。

## 音乐列表
汉斯·季默作曲，布莱恩·亚当斯演唱
1. Here I Am (End Title)
2. I Will Always Return
3. You Can't Take Me
4. Get Off Of My Back
5. Brothers Under The Sun
6. Don't Let Go  (& Sarah McLachlan)
7. This Is Where I Belong
8. Here I Am
9. Sound The Bugle
10. Run Free
11. Homeland - (Main Title)
12. Rain
13. The Long Road Back 騎
14. Nothing I've Ever Known
15. I Will Always Return (Finale)

香港主題曲由周禮茂填詞，李克勤演唱
李克勤亦有演唱改編的廣東話版配樂
我們的照片
歌名:李克勤
演唱:周禮茂
填詞:陳光榮

## 配音員
| 配音                | 配音   | 配音   | 角色                                          |
| 英語                | 國語   | 香港   | 角色                                          |
| ------------------- | ------ | ------ | --------------------------------------------- |
| 麥特·戴蒙           | 林佑威 | 劉青雲 | 靈魂（Spirit）                                |
| 詹姆斯·克伦威尔     | 雷威遠 | 高翰文 | 上校（The Colonel）                           |
| 丹尼爾·史圖迪       | 何志威 | 羅偉傑 | 小科（Little Creek）                          |
| 喬普·巴內特         | 康殿宏 | 李建良 | 亞當斯（Sgt. Adams）                          |
| 傑夫·里比魯         | 孫中台 | 黃志明 | 墨菲（Murphy）                                |
| 傑夫·里比魯         |        |        | 鐵路工人（The Railroad Foreman）              |
| 理查德·馬克格蘭吉爾 | 劉傑   |        | 比爾（Bill）                                  |
| 馬特·李文           | 李香生 |        | 喬（Joe）                                     |
| 羅伯特·凱特         | 沈光平 |        | 傑克（Jake）                                  |
| 約翰·魯巴諾         | 胡大衛 |        | 將軍（The Soldier）                           |
| 亞當·保羅           | 夏治世 |        | 皮特（Pete）                                  |
| 查理斯·納皮爾       | 陳宗岳 |        | 羅伊（Roy）                                   |
| 扎恩·麥克拉農       |        |        | 小川的朋友們（One of Little Creek's Friends） |
| 麥克·霍斯           |        |        | 小川的朋友（A Friend of Little Creek's）      |
| 梅雷蒂絲·維斯       |        |        | 印第安女孩（Lakota girl）                     |
| 唐納德·弗里拉夫     |        |        | 拉火車的工人（Train Pull Foreman）            |